# Análisis en serie de la expresión génica
El Análisis en Serie de la Expresión Génica (o SAGE, Serial Analysis of Gene Expression) es una técnica de la Biología Molecular que permite conocer y cuantificar la expresión de los genes en la célula, mediante la medición de los ARNm que están presentes en esta en un momento determinado. Esto permite crear perfiles de expresión de cada célula en determinadas situaciones, ya sea en circunstancias normales de la célula o en momentos en que se ve afectada por alguna enfermedad. De esta manera se pueden comparar estos perfiles y determinar que genes están siendo apagados o activados, y así determinar cual puede ser la causa de esto. 
La base de la técnica está en el uso de "tags" de ADNc que son pequeños fragmentos de ARNm que han sido transformadas a ADNc. En la técnica original, pequeñas secuencias de 8 a 14 pb son extraídas de cada ADNc (transcrito) para ser sequenciadas. En SuperSAGE, su más avanzada versión se obtienen "tags" de 26 pb, mucho más precisos y versátiles. Estos "tags" representan a un ARNm presente en la célula en un momento determinado. De esta manera se puede realizar una secuenciación de estas pequeñas hebras, diferenciando a un ARNm de otro, utilizando las bases de datos de secuencias de ARNm, y de esta manera se puede saber la cantidad de ARNm (expresión) que hay y a qué proteína codifica, identificándose su importancia. De esta manera se permite un análisis rápido de la expresión, conservándose un alto nivel de precisión. 
La técnica fue desarrollada por el Dr. Victor Velculescu del Centro de Oncología de la Johns Hopkins University, y se presentó el 20 de octubre de 1995 en la revista Science. SuperSAGE, su más avanzada versión, ha sido desarrollada por Hideo Matsumura et al. en el 2003 en la revista PNAS.
Otras variantes de la técnica, como el LongSAGE o el MicroSAGE, aunque éstas sólo presentan pequeñas variaciones al SAGE tradicional en donde el tamaño del "tag" es todavía pequeño: SAGE 14 pb y LongSAGE 18 pb. SuperSAGE, con "tags" de 26 pb, permite óptima anotación, y análisis de nuevos transcriptos en conjunción con técnicas como extensión hacia los extremos (3'-y 5'-RACE).

## Procedimiento
La técnica básicamente se desarrolla de la siguiente manera:
1. Se extrae todo el ARNm de una muestra, mediante cualquier método de purificación.
2. Aprovechando la característica del ARNm de tener una cola de Adeninas en el extremo 3' (poli A), se utiliza un soporte con colas de Timina para provocar la unión de los ARNm al soporte. Estas Timinas cumplen la función de Partidores o Primers para poder sintetizar ADNc a partir de los ARNm por medio de una Transcriptasa inversa. Esto tiene como ventaja la mayor estabilidad del ADNc frente al ARNm.
3. Se corta el ADNc a una distancia determinada a partir del soporte de timinas por medio de una enzima de restricción, dejando extremos cohesivos en el sitio de corte.
4. En este extremo adhesivo se une una molécula llamada "linker", la cual posee una enzima de restricción tipo II que corta nuevamente el ADNc, esta vez dejando un extremo romo. Aquí se obtiene por primera vez un "tag" de ADNc (ARNm), unido a las secuencias que han permitido las hibridaciones.
5. Se unen dos "tags" para formar un "ditag", es decir, dos tags junto a dos moléculas "linkers" distintas (linker A y linker B). Posteriormente, se procede a amplificar por PCR (Reacción en cadena de la polimerasa) para obtener una mayor cantidad de ditags y favorecer la secuenciación.
6. Los ditags se cortan con la primera enzima de restricción para eliminar los "linkers" y dejar a los ditags puros y con un extremo adhesivo, permitiendo la unión de estos en una gran hebra de ADNc (ditags) o concatenado de ADNc. Éste concatenado se pasa luego a un vector de clonamiento para obtener múltiples copias de éste. 
7. Por último, se procede a secuenciar este concatenado de ditags, identificando cuántos tags hay en total de cada ARNm, y se procede a identificar qué proteína codifican, mediante el uso de alguna base de datos. Este es el paso más largo de todos, y dependiendo de la cantidad de ARNm que se esté analizando puede durar desde semanas hasta incluso meses.